# Mbo Mpenza
Mbo Mpenza (ur. 4 grudnia 1976 w Kinszasie) – belgijski piłkarz, który występował na pozycji napastnika.
W reprezentacji zadebiutował w 1997, rozegrał 56 meczów i strzelił 3 gole. Jest starszym bratem Émile Mpenzy. W 2008 przeszedł do Larisy. Mbo zakończył karierę piłkarską w 2008 roku, głównym powodem była kontuzja.